# セク・マラ
セク・マラ（フランス語: Sékou Mara、2002年7月30日 - ）は、フランスとセネガルのサッカー選手。ポジションはFW。

## クラブ歴
パリ・サンジェルマンFCの下部組織からACブローニュ＝ビヤンクールの下部組織を経て、FCジロンダン・ボルドーの下部組織に所属した。2021年2月10日に行われたクープ・ドゥ・フランスで選手初出場を記録した。同年5月2日にリーグ・アンで選手初得点を記録した。
2022年7月21日にプレミアリーグのサウサンプトンFCへの移籍で合意し、同月25日にメディカルテストを経て4年契約で完全移籍となった。8月13日にヤン・ベドナレクとの交代でプレミアリーグ初出場を記録した。2023年1月11日にEFLカップで移籍後初得点を記録した。

## 代表歴
一貫してフランス代表を選択している。年代別代表では第48回モーリス・レベロ・トーナメントに出場し、得点王及びシルバーボールを受賞した。

## 家族
父は起業家で、母がジャーナリストのオードリー・クレスポ＝マラである。